# Ildo Maneiro
Ildo Maneiro, vollständiger Name Ildo Enrique Maneiro Ghezzi, (* 4. August 1947 in Mercedes, Uruguay) ist ein uruguayischer Fußballtrainer und ehemaliger -spieler.

## Spielerlaufbahn

### Vereinskarriere
Der Mittelfeldspieler begann seine Karriere 1965 bei Nacional Montevideo. Dort spielte er bis zu seinem Wechsel nach Frankreich zu Olympique Lyon im Jahre 1973. In dieser Zeit gewann er fünfmal (1966, 1969, 1970, 1971, 1972) die uruguayische Meisterschaft mit den Bolsos. Mit seiner Mannschaft erreichte er zudem bei der Copa Libertadores 1969 das Finale und gewann dieses Turnier schließlich bei der Ausspielung des Jahres 1971. Dem folgte der Triumph beim Weltpokal desselben Jahres. 1972 behielt man auch bei der Copa Interamericana die Oberhand. Während seiner anschließenden Zeit in Lyon bestritt er mit den Franzosen 1976 das Finale des Coupe de France, das sein Verein mit 2:0 gegen Olympique Marseille verlor. 1976 kehrte er nach Uruguay zurück und schloss sich dem Erzrivalen Nacionals, dem Club Atlético Peñarol an, für den er bis 1979 spielte. Luciano Álvarez nennt als Jahr Maneiros Eintritts in den Kader der Aurinegros jedoch das Jahr 1977. In den drei Folgejahren stellte er eine ideale Ergänzung zu Fernando Morena dar und wurde zum Kapitän der Mannschaft. Sein Verein gewann in dieser Zeit 1978 und 1979 den Meistertitel. Ferner entschied die Mannschaft die Anfang 1978 ausgetragene Liguilla Pre-Libertadores des Jahres 1977 und ebenso diejenige des Jahres 1978 zu ihren Gunsten, wie auch die Liga Mayor 1978. Überdies wird über eine aus das Jahr 1982 datierende Karrierestation in Venezuela bei Deportivo Lara berichtet.

### Nationalmannschaft
Maneiro nahm bereits mit der Juniorennationalelf an der Junioren-Südamerikameisterschaft 1967 teil. Im Verlaufe des Turniers wurde er von Trainer Segundo González zweimal (ein Tor) eingesetzt. Von seinem Debüt am 31. März 1970 bis zu seinem letzten Einsatz am 16. September 1979 absolvierte er 33 Länderspiele für die A-Nationalmannschaft Uruguays, bei denen er drei Tore erzielte. In dieser Zeit wurde er auch ins uruguayische Aufgebot für die Fußball-Weltmeisterschaft 1970 berufen und nahm an der Copa América 1979 teil.

## Trainerlaufbahn
Maneiro arbeitete als Trainer bei diversen Vereinsmannschaften. Sein größter Erfolg dabei war der Gewinn der uruguayischen Meisterschaft mit dem Danubio FC im Jahre 1988, dessen Mannschaft er von 1988 bis 1989 betreute. Mit jenem Verein erreichte er im Folgejahr auch das Halbfinale der Copa Libertadores 1989 und somit den noch bis heute größten Erfolg Danubios auf internationaler Bühne. Von Anfang September 1990 bis Anfang März 1991 war er in 24 Ligaspielen als Trainer für das Team Real Saragossas verantwortlich. In den Jahren 1992 bis 1993 folgte ein zweites Engagement bei Danubio. Von seinem Debütspiel am 29. August 1993 gegen Venezuela im Rahmen der WM-Qualifikation bis einschließlich der Partie gegen Brasilien am 19. September jenes Jahres trainierte er auch die uruguayische Fußballnationalmannschaft. 1995 und erneut 1997 hatte er abermals das Traineramt beim Danubio FC inne. In der Spielzeit 2006/07 war Maneiro mindestens im Mai 2007 Trainer des Club Atlético Progreso. Ab September 2012 wirkte er erneut, dieses Mal als Co-Trainer an der Seite Juan Ramón Carrascos, bei seinem früheren Verein Danubio.

## Erfolge

### Als Spieler
- Weltpokal: 1971
- Copa Libertadores: 1971
- Copa Interamericana: 1972
- 7× Uruguayischer Meister: 1966, 1969, 1970, 1971, 1972, 1978, 1979
- Liguilla Pre-Libertadores: 1977, 1978
- Liga Mayor: 1978

### Als Trainer
- Uruguayischer Meister: 1988